# La notte che bruciammo Chrome (racconto)
La notte che bruciammo Chrome (Burning Chrome) è un racconto di fantascienza di William Gibson, pubblicato nel 1982 e candidato al premio Nebula per il miglior racconto dello stesso anno.
Nell'opera compare per la prima volta il termine ciberspazio, coniato per l'occasione da William Gibson.
Il racconto ha dato il titolo all'omonima antologia contenente i primi racconti dello scrittore canadese, edita nel 1986.

## Storia editoriale
Il racconto, appartenente al filone cyberpunk, è stato pubblicato nel 1982 sul numero di luglio della rivista Omni e successivamente inclusa nell'omonima antologia (Burning Chrome) del 1986.
La notte che bruciammo Chrome si inserisce nello scenario cyberpunk descritto nella Trilogia dello Sprawl composta dai tre romanzi Neuromante (Neuromancer 1984), Giù nel ciberspazio (Count Zero 1986) e Monna Lisa Cyberpunk (Mona Lisa Overdrive 1988). Come anche il precedente racconto Johnny Mnemonico (Johnny Mnemonic 1981) e il successivo New Rose Hotel (New Rose Hotel 1984), ricorda lo stile hard boiled degli anni trenta ed è narrato in prima persona dal protagonista.
L'opera è stata candidata nel 1983 al premio Nebula per il miglior racconto pubblicato nel 1982 e ad essa si è ampiamente ispirato l'autore quando l'amico ed editore Terry Carr gli chiese di cimentarsi nella scrittura del suo primo romanzo, Neuromante, pubblicato poi nel 1984.

## Trama
(William Gibson, La notte che bruciammo Chrome)
Automatic Jack e Bobby Quine sono due hacker; il primo è uno specialista di hardware mentre il secondo è un vero "cowboy della tastiera", ossia un talento esperto di software. Jack, il narratore della storia, riflessivo e introverso, rimase ferito durante un'azione di guerra a seguito di cui gli fu amputato un braccio e ha sopperito all'handicap con delle protesi cibernetiche di precisione che gli permettono di manipolare circuiti di dimensioni microscopiche. Bobby, impulsivo e volubile, è schiavo del proprio talento ed è alla ricerca di azioni sempre più estreme e lucrose per affermare il suo carisma nel sottobosco degli hacker; nel frattempo, in attesa del colpo che gli permetterà di concludere in bellezza la propria carriera, passa il suo tempo in un bar, il "Gentleman Loser", dove incontra una giovane ragazza, Rikki, della quale si innamora e con la quale inizia una relazione. Rikki Wildside ha velleità artistiche ed è ossessionata dal voler apparire simile alla star del cinema "simstim" Tally Isham. La ragazza, al pari di molte altre aspiranti modelle, ha intenzione di ricorrere alla chirurgia estetica e a impianti cibernetici per assomigliare il più possibile all'icona mediatica, convinta che la somiglianza le avrebbe aperto le porte del successo aiutandola a sfondare nel campo dello spettacolo. Oggetto del desiderio della ragazza sono i costosissimi occhi artificiali azzurri della Zeiss Ikon, gli stessi di Tally Isham e di molti altri vip.
Bobby vuole aggredire l'impero virtuale di Chrome, una pericolosa criminale con agganci nel mondo della malavita organizzata. La donna, su cui circolano inquietanti storie che ne tratteggiano l'estrema crudeltà, è la tenutaria di un famoso bordello, "La casa delle Luci Blu", membro dell'organizzazione criminale chiamata "I Ragazzi" il cui capitale è custodito nel ciberspazio e protetto da ICE potentissimi e mortali. Jack, che nel frattempo si è innamorato di Rikki, è contrario al piano ed è convinto che Bobby voglia cimentarsi nell'impresa solo per spirito di avventura e per legare a sé la ragazza con il denaro guadagnato. Jack ha recentemente acquistato da Finn, un ricettatore di New York, un potente programma russo in grado di penetrare i sistemi di sicurezza, usabile anche contro Chrome, ma è restio ad aiutare Bobby, intuendo la pericolosità e la difficoltà dell'operazione.
Quando Jack capisce che Rikki si sta allontanando da loro e che è disposta a tutto pur di procurarsi il denaro per un ennesimo impianto che la porterebbe ad assomigliare ancora di più a Tally Isham, acconsente ad aiutare Bobby. Grazie al virus informatico di Jack i due annientano i programmi di difesa di Chrome, ne prosciugano i conti bancari e, con la complicità di una potente famiglia di riciclatori di denaro sporco di Hong Kong, i Long Hum, fanno perdere le loro tracce nel ciberspazio, ottenendo solo una piccola parte del denaro rubato, ma in grado comunque di renderli ricchi. Jack pensa a Chrome che, privata completamente di tutto il suo potere e ormai alla mercé dei suoi avversari e di tutti nemici accumulati nella sua carriera criminale, non sarà in grado di vendicarsi di loro.
Quando dopo la loro incursione Jack cerca di rintracciare Rikki, a cui aveva affiancato una sorta di "angelo custode" nel caso le cose fossero andate male, scopre che è entrata a lavorare nel bordello di Chrome per procurarsi il denaro necessario per l'impianto. La ragazza successivamente incontra Jack, mostrandogli di essersi appena operata agli occhi, che ora sono i tanto sospirati Zeiss Ikon azzurri. Rikki annuncia all'amico di volersi trasferire a Hollywood, dove un suo amico ha degli agganci che le potrebbero permettere di vivere in loco, nella speranza di trovare nel frattempo un lavoro che le permetta di trasferirsi a Chiba City. Bobby, troppo preso dalla riuscita dell'impresa, sembra ormai ignorare la ragazza, che viene accompagnata da Jack all'aeroporto, dove si scambiano un bacio d'addio. Il tecnico decide allora di chiedere a proprie spese il cambio di destinazione del suo viaggio, pagandole un biglietto di andata e ritorno direttamente per Chiba.
Tempo dopo, un solitario Jack ragiona sul fatto che Rikki non sia mai tornata, mentre osserva le campagne pubblicitarie che riempiono la città e che mostrano modelle quasi identiche, gran parte delle quali dotate degli stessi occhi artificiali che si era fatta impiantare anche la ragazza.

## Personaggi
Automatic JackIl protagonista e narratore del racconto. Rimasto menomato durante un'azione di guerra, ha subito l'amputazione del braccio che ha sostituito con servomeccanismi cibernetici. È esperto di hardware ed è innamorato di Rikki, la ragazza del socio e amico Bobby.
Bobby QuineUn hacker, genio del software. Amico di Jack decide di derubare la ricca e pericolosa Chrome. Riappare nel romanzo Neuromante e in Monna Lisa Cyberpunk entrambi scritti dallo stesso Gibson.
Rikki WildsideDiciannovenne, quasi ventenne, alta, molto bella ma con un'ossessione per la chirurgia estetica cui ricorre per apparire simile alla star del cinema "simstim" Tally Isham. Di lei si innamorano sia Bobby che Jack.
ChromeMisteriosa e pericolosissima criminale.
FinnRicettatore di New York. Riappare nei successivo romanzi Neuromante e Monna Lisa Cyberpunk di Gibson.

## Opere derivate
William Gibson ha lavorato all'adattamento cinematografico del racconto Burning Chrome nel quale si era dimostrata interessata la regista Kathryn Bigelow anche se il progetto non si è mai concretizzato. Tuttavia alcune assonanze e riferimenti all'opera possono essere individuati in Strange Days.

## Edizioni
- (EN) William Gibson, Burning Chrome, in Omni, luglio 1982.
- (EN) William Gibson, Burning Chrome, 1ª ed., Arbor House, 1986, ISBN 0-87795-780-0.
- William Gibson, La notte che bruciammo Chrome, traduzione di Delio Zinoni, prefazione di Bruce Sterling, Urania nº 1110, Arnoldo Mondadori Editore, 1989,  p. 176.
- William Gibson, La notte che bruciammo Chrome, Piccola biblioteca Oscar Mondadori, Mondadori, 1999, ISBN 88-04-47137-9.